# Dichotomyctere
Dichotomyctere es un género de peces de la familia Tetraodontidae, del orden Tetraodontiformes. Este género marino fue descrito por primera vez en 1855 por André Marie Constant Duméril.

## Especies
Especies reconocidas del género:
- Dichotomyctere erythrotaenia (Bleeker, 1853)
- Dichotomyctere fluviatilis (F. Hamilton, 1822)
- Dichotomyctere kretamensis (Inger, 1953)
- Dichotomyctere nigroviridis (Marion de Procé, 1822)
- Dichotomyctere ocellatus (Steindachner, 1870)
- Dichotomyctere sabahensis (Dekkers, 1975)